# Gillian Cooke
Gillian Cooke (Edimburgo, 3 de octubre de 1982) es una deportista británica que compitió en bobsleigh en la modalidad doble.
Ganó una medalla de oro en el Campeonato Mundial de Bobsleigh de 2009 y una medalla de bronce en el Campeonato Europeo de Bobsleigh de 2009.

## Palmarés internacional
| Campeonato Mundial | Campeonato Mundial           | Campeonato Mundial | Campeonato Mundial |
| Año                | Lugar                        | Medalla            | Prueba             |
| ------------------ | ---------------------------- | ------------------ | ------------------ |
| 2009               | Lake Placid (Estados Unidos) | Medalla de oro     | Doble              |
| Campeonato Europeo |                              |                    |                    |
| Año                | Lugar                        | Medalla            | Prueba             |
| 2009               | Sankt Moritz (Suiza)         | Medalla de bronce  | Doble              |